# Primula cockburniana
Primula cockburniana är en viveväxtart som beskrevs av William Botting Hemsley. Primula cockburniana ingår i släktet vivor, och familjen viveväxter. Inga underarter finns listade i Catalogue of Life.